# Cimitirul Eroilor din Valea Uzului
Cimitirul Eroilor din Valea Uzului (în nomenclatorul ONCE Cimitirul de onoare Valea Uzului, în maghiară Úzvölgyi katonai temető) este un cimitir al morților de război din Primul Război Mondial și Al Doilea Război Mondial, situat în localitatea Valea Uzului din județul Harghita.
Aici au fost înhumați 1306 morți de război de șapte naționalități diferite, provenind din mai multe armate: austro-ungară, germană, rusă și română din Primul Război Mondial și din armata germană din cel de-al Doilea Război Mondial. Astfel, pe lângă majoritatea formată din militari maghiari și germani, au fost înmormântați aici militari ruși, români, sârbi, austrieci și italieni. 

#### Originea celor înmormântați
Prima înmormântare din timpul Primului Război Mondial a avut loc în 17 octombrie 1916, avându-l pe eroul János Ozswald din Divizia 39 Infanterie din Kassa. În continuare, Armata Ungară a îngropat aici 350 de soldați din Regimentul 10 Infanterie Honvezi din Miskolc și Divizia 39 Infanterie. De-a lungul luptelor, satul Valea Uzului s-a aflat pe teritoriul controlat de maghiari, astfel că în cimitirul militar din localitate Armata Ungară și-a îngropat militarii morți. Armatele română și rusă și-au înființat cimitire militare pentru soldații căzuți la est de linia frontului, în zona localității Dărmănești. Au mai fost îngropați la Valea Uzului de Armata Ungară și câțiva soldați aparținând armatelor română și rusă. În Al Doilea Război Mondial au fost îngropați și soldați din Divizia 225 Germană⁠(en)[traduceți].
După Primul Război Mondial, prin demersurile Societății „Cultul Eroilor” s-au realizat lucrări generale de delimitare, îngrijire și ameliorare: construcția unui gard de 2 metri înălțime și a unei porți de acces, precum și crearea unor alei cu pietriș. De asemenea, aici au fost înhumați în anii 1926-1927 alți soldați căzuți în zonă.
Astfel, pe lângă majoritatea formată din militari maghiari și germani, au fost înmormântați aici militari militari ruși, români, sârbi, austrieci și italieni. 
Conform cifrelor oficiale comunicate în 13 iunie 2019 de către Oficiul Național pentru Cultul Eroilor (ONCE) numărul celor înmormântați aici a evoluat astfel:
- 1928: 1.197 morți de război, din care 350 din 1917, lângă care Societatea pentru Cultul Eroilor a centralizat osemintele a altor 847, anume: 170 identificați nominal (maghiari – 108, germani – 43, români – 8, ruși – 4, sârbi – 3, italieni – 2 și austrieci – 2), 435 neidentificați nominal (maghiari – 336, germani – 78, ruși – 18 și români – 3) și 242 necunoscuți. În total, au fost centralizate aici osemintele a 350 de morți de război în anul 1917 și 847 morți de război în perioada 1926-1927).[5] Potrivit unui document interbelic al Jandarmeriei Române, cei doi italieni au fost dezgropați și mutați într-un alt cimitir.[6]
- 1934: existau 1.254 de cruci din lemn și patru din piatră, conform unui Buletin informativ al Legiunii de Jandarmi Ciuc. La acel moment, pe cruci se aflau înscrisuri de tipul: „un erou român sau un erou german, un erou ungur”.[5]
- 1985: conform unei informări a ONCE din acest an, „mormintele, slab conturate, nu erau marcate cu însemne de căpătâi; totul era acoperit cu iarbă și din loc în loc, brazi”.[7]
- 1988: conform „Fișei de evidență a cimitirului” au mai fost înhumați aici 108 militari germani, morți în luptele din zonă din Al Doilea Război Mondial, cifra totală avansată la acel moment fiind de 1306 decedați de război. Cu toate acestea, conform documentelor întocmite de Crucea Roșie din România în anii 1970, în anul 1944 au fost înhumați aici doar 40 de militari germani, din care 27 identificați nominal și 13 neidentificați nominal.[5] De asemenea, potrivit istoricului militar Sándor Magyarosi, un studiu al ONCE bazat pe documentul din 1988 reia afirmația privind cei 108 soldați germani căzuți în august 1944, însă tot documentul menționează faptul că soldații enumerați au murit în 1916, iar pe de altă parte, Magyarosi a arătat că numărul de 108 a fost creat în evidența din anii 1980 prin rescrierea documentelor din anii 1920, reducându-i numeric pe eroii germani din Primul Război Mondial de la numărul inițial de 121.[8]

În această statistică apar și cei 350 de soldați înhumați de către austro-ungari în perioada 1916-1917 și a căror identitate nu a putut fi stabilită la centralizarea realizată de Societatea „Cultul Eroilor”, figurând la „neidentificați”.

Din datele actuale (2019) ale ONCE, rezultă de asemenea că aici sunt înhumați în total 11 soldați români (8 identificați nominal și 3 neidentificați). Fișa de evidență a cimitirului din anul 1988, fără o sursă documentară, a făcut trimitere la 148 de morți de război români (și nu 149 cum rezultă din însumarea morților de război), unde s-au însumat morții de război români identificați nominal de la Valea Uzului cu morții de război români identificați nominal la Poiana Uzului, Bacău, cei din urmă fiind mutați în perioada interbelică la Cimitirul eroilor din Comănești. Cu toate acestea, 5 din cei 8 soldați pe care ONCE îi consideră români au fost cetățeni maghiari și au luptat în Armata Ungariei iar un al șaselea a fost un soldat rus.
Pentru mai multe detalii despre acest subiect, vedeți Disputele cu privire la cimitirul militar din Valea Uzului.

Detalii din perioada 1916-1917
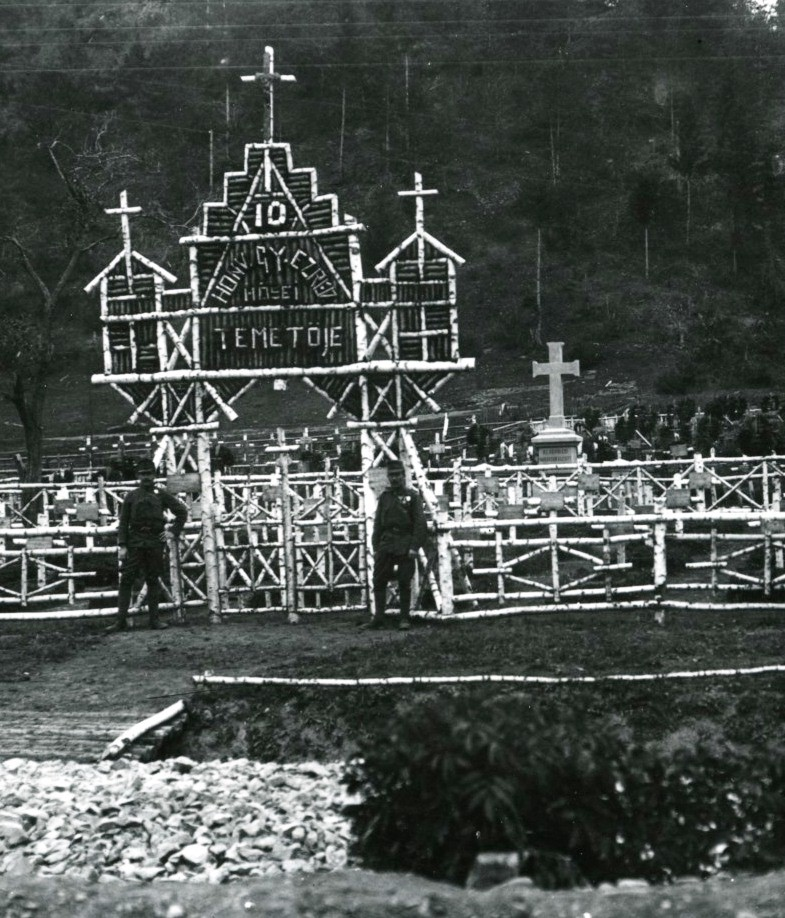
Intrarea în parcela I a Regimentului 10 de Infanterie din Miskolc, de remarcat monumentul sub formă de cruce dedicat Regimentului 9 Infanterie Honvezi.
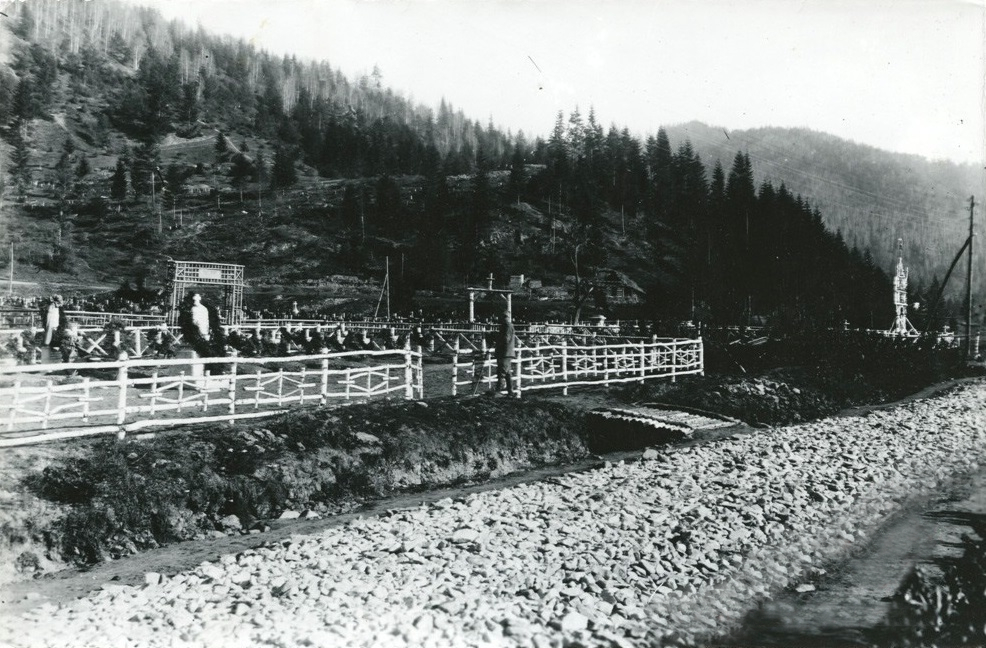
Intrarea în parcela II a Regimentului 10 de Infanterie din Miskolc
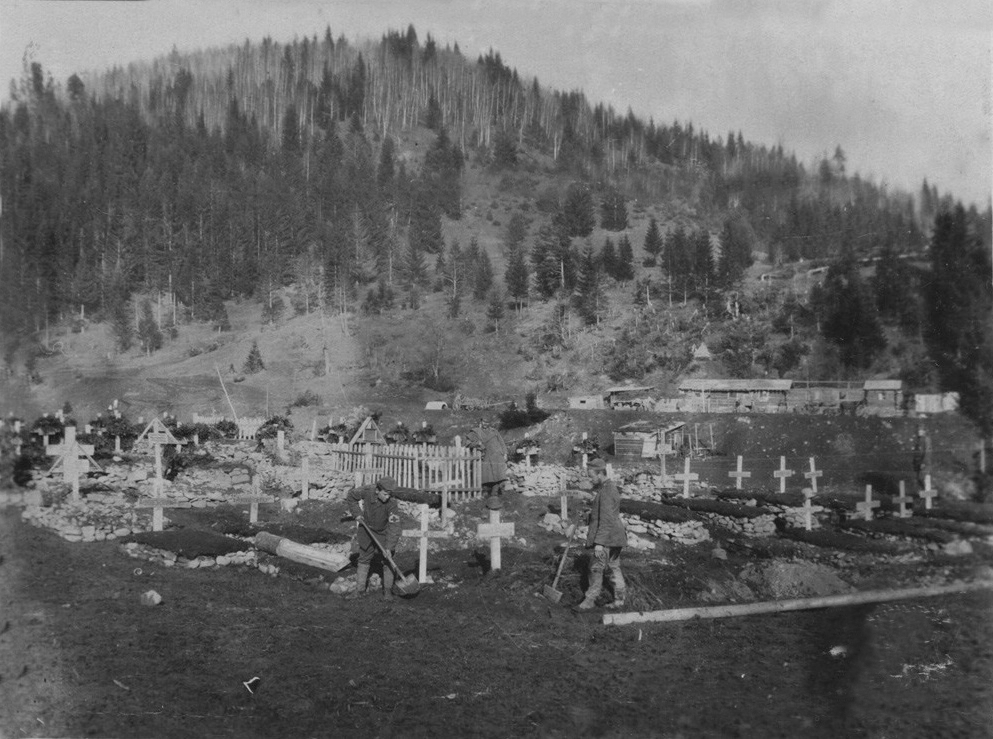
Gropari germani
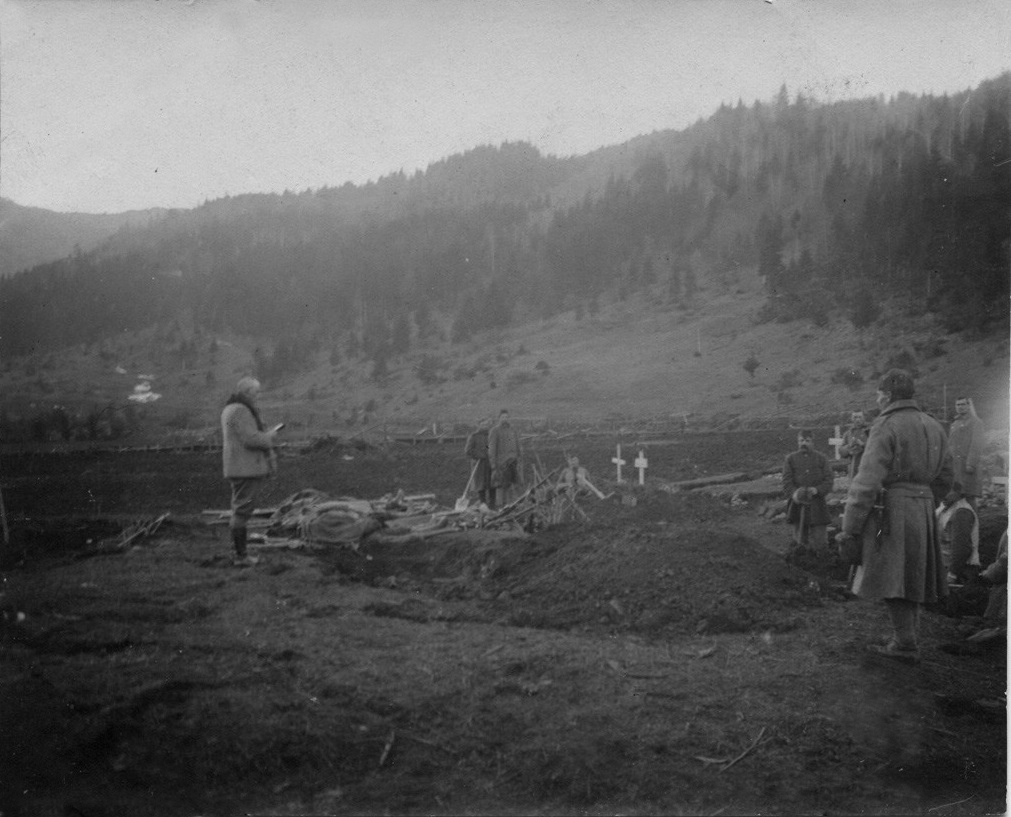
Pomenire
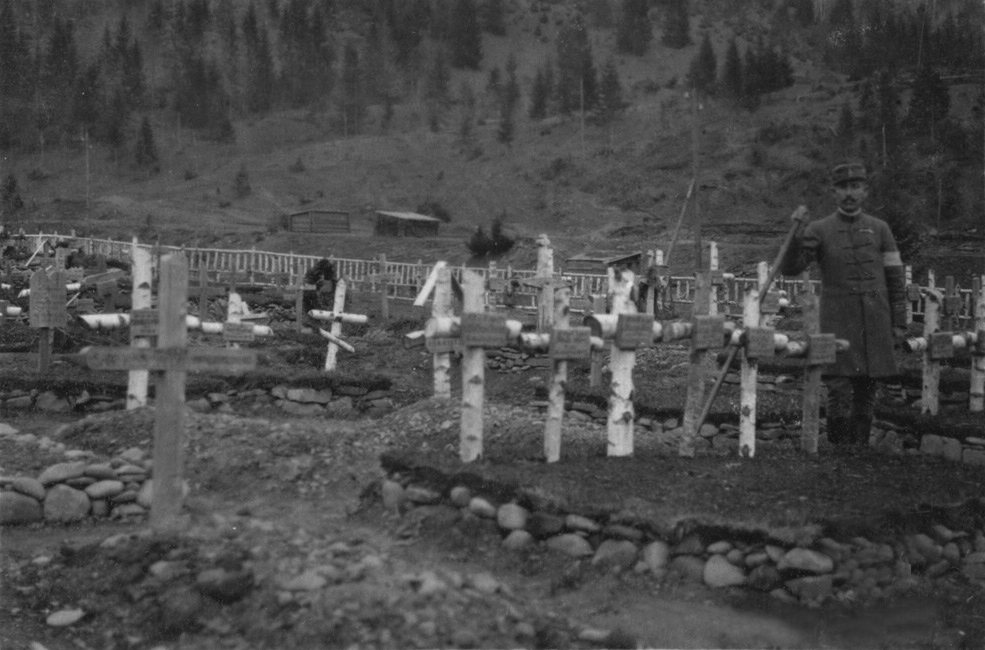
Mormintele la final, cu cruci predominant făcute din trunchiuri de mesteacăn
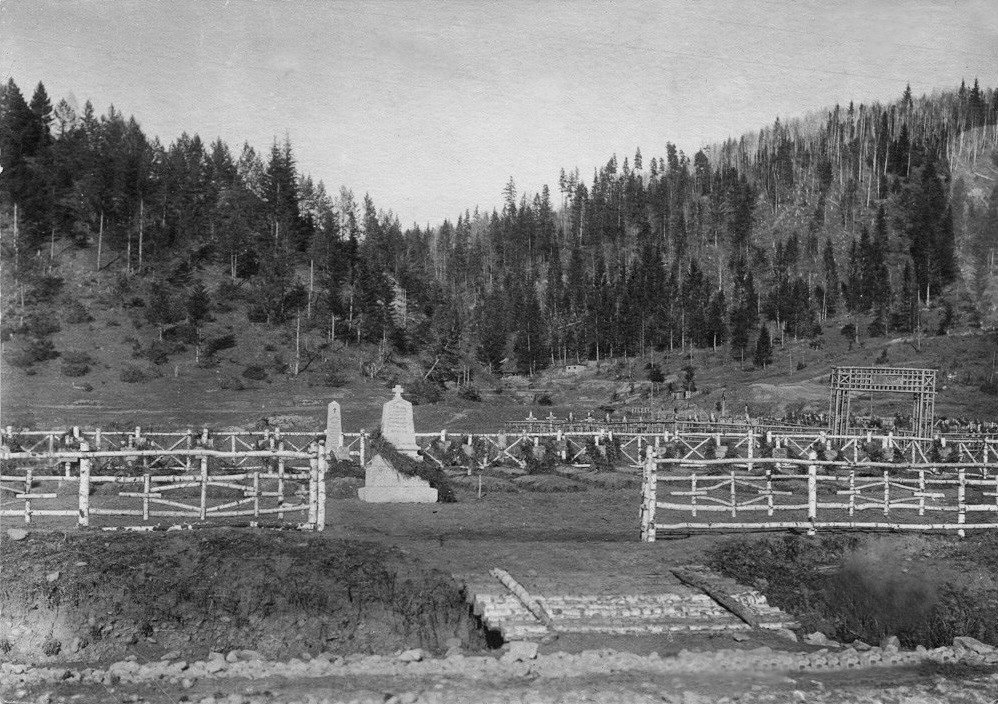
Monumentul original al Regimentului 10 Infanterie Honvezi din Miskolc, în spatele acestuia, monumentul (actual dispărut) al locotenentului în rezervă Dezső Purpriger din armata austro-ungară medaliat cu medalia de fier germană clasa a III-a.

#### Descriere
Actual se intră în cimitir printr-o poartă secuiască sculptată în lemn, deasupra căreia este săpată inscripția „1916-18 // 1944”. Pe zidul situat la intrare este scris în limbile română, maghiară, germană și rusă: română Cimitirul eroilor - Valea Uzului, maghiară Hősök Temetője - Úz Völgye, germană Heldenfriedhof - Uz Tal, rusă Уз Долина - Кладбище Героев, 1916-1918-1944. Un obelisc cu o cruce în vârf, situat pe un soclu cu patru trepte și împrejmuit de patru stâlpi de beton, este situat în fața crucilor din cimitir. Există aici și o capelă militară cu picturi murale, ridicată în 1917 de către pionierii Regimentului 11 Infanterie din Muncaci, după planurile caporalului János Varga. Atât capela, cât și cimitirul militar, au beneficiat de lucrări de întreținere, consolidare și renovare de mai multe ori de-a lungul timpului, inclusiv prin contribuția comunei Sânmartin, a unor colaboratori din Ungaria și a Ministerului Apărării ungar.

„Erdély határhegyét harcolva bejárták,

S a szép Székelyföldet már szabadnak látták...

A hazai földért harcoltak itt bátran,

S hantjuk itt domborul a szabad hazában! 1916. október 18”.

Traducere: „Au colindat luptând munții de graniță ai Ardealului,

Și au văzut ca liber deja frumosul Ținut Secuiesc...

Au luptat aici bravi pentru țărâna patriei,

Mormintele lor se ridică aici, în țara liberă! 18 octombrie 1916”.
Poetul Csaba Sassy⁠⁠(hu)[traduceți], ce a făcut parte din Regimentul 10 Infanterie din Miskolc, a descris în jurnalul său de război Hét ország frontján („Pe frontul a șapte țări”) înmormântarea locotenentului Dezső Purpriger în cimitir: „Înmormântarea sa a avut loc la 11 august, la opt și jumătate, în regimentul nostru din Valea Uzului, unde pastorul de front, György Dömötör a ținut un discurs profund și lacrimos asupra sicriului său. Apoi, locotenent-colonelul Géza Sáfrán, comandant-șef, a ținut următorul discurs de adio deasupra sicriului către mulțime: «De fiecare dată când mă duc în fața acestui cimitir, de fiecare dată când apar în acest cimitir, unde zeci de soldați își dorm visele, îmi amintesc bătăliile eroice în care aceste multe inimi au încetat să mai bată.» (...) Era ora opt seara. Voalul negru, țesut din întuneric, îngroșat de ceața serii, cade încet pe cimitirul din Valea Uzului... Pământul aruncat bubuie pe sicriul care a fost coborât... Și în acel moment, mitralierele lui Purpriger, în limba lor, spun la revedere de la comandantul erou.”
La începutul anilor 1990 cimitirul nu mai avea crucile și gardul original. În anul 1994 a fost construit un monument al eroilor maghiari căzuți în Al Doilea Război Mondial cu pietre din pârâul Sóvető. În anul 2011 a început o renovare sistematică a cimitirului de către autoritățile din Sânmartin și a unor organizații. În prima etapă a renovării, au fost amplasate 50 de cruci din lemn dedicate militarilor maghiari morți în Primul Război Mondial. A doua etapă din perioada 2012-2015 a constat în amplasarea a altor 550 de cruci din lemn. Cele 600 de cruci nu conțin simboluri referitoare la Ungaria sau soldați maghiari, întrucât mormintele nu sunt clar definite iar unele cruci nu sunt așezate deasupra acestora. Cu această ocazie, a fost reconstruit și gardul cu deschidere la drum.
În anul 2019, autoritățile locale din Dărmănești au realizat aici o parcelă de morminte cu cruci de beton și un monument de forma unei cruci ortodoxe pentru soldații români. Crucile, în număr de 52, și monumentul sub formă de cruce se află amplasate peste rândurile 3 și 4 ale parcelei soldaților din Regimentul 10 de Infanterie Honvezi din Miskolc cu morminte rămase încă nemarcate.
Liturghia de hram a capelei se celebrează anual, în sâmbăta cea mai apropiată de sărbătoarea din 19 noiembrie a Sfintei Elisabeta din dinastia arpadiană.

#### Comemorări
După inaugurarea la 26 august 1994 a monumentului eroilor maghiari căzuți în zonă în Al Doilea Război Mondial, în anii următori s-a continuat ținerea comemorărilor la această dată, atât la cimitir cât și la capela militară, adunând din ce în ce mai mulți vizitatori.
În 1996, cimitirul a fost vizitat de Géza Jeszenszky⁠(en)[traduceți], fost ministru al afacerilor externe a Ungariei, al cărui bunic din partea mamei a fost Géza Sáfrán, comandantul Regimentului 10 Infanterie din Miskolc.

#### Luptele din zonă
În cadrul luptelor duse pentru controlul culmii munților Ciucului situată la nord de localitatea Valea Uzului, la 8 martie 1917 trupele Puterilor Centrale, comandate de către generalul Josef Breit, au atacat și ocupat după lupte intense sistemul de poziții lung de aproximativ patru kilometri situat pe aliniamentul vârfurilor Soverjes – Moghioroș – Lapoș, apărat de trupele ruse.

#### Dispute
A existat un fond de dispută teritorială la care s-a adăugat în anul 2019 o dispută privind situația mormintelor unor soldați ai fostei armate austro-ungare, statutul administrativ al cimitirului fiind un motiv de litigiu între primăriile din Sânmartin (în al cărui domeniu public se află) și Dărmănești (al cărui consiliu local a emis în anul 2019 o hotărâre de introducere a obiectivului, în inventarul propriu). Acestui litigiu privind amplasamentul, i se alătură probleme suplimentare privind nerespectarea legislației române în domeniu de către instituțiile sau organizațiile care au realizat proiectele de reabilitare a cimitirului, cu origine în perioada 1994-2019. Suplimentar, acestor probleme administrative și de legalitate li s-au asociat în anul 2019 elemente de dispută interetnică, ce au determinat intervenția administrațiilor centrale de stat ale României și Ungariei.
Pentru mai multe detalii despre acest subiect, vedeți Disputele cu privire la cimitirul militar din Valea Uzului.
În luna iunie 2019 ministrul apărării din România a anunțat că pregătește un memorandum pentru preluarea cimitirului de către Ministerul Apărării Naționale.
În iunie 2023 parcela românească a fost desființată de către primăria Dărmănești în urma unei hotărâri judecătorești definitive a Curții de Apel Bacău.

Detalii din perioada 2005-2007
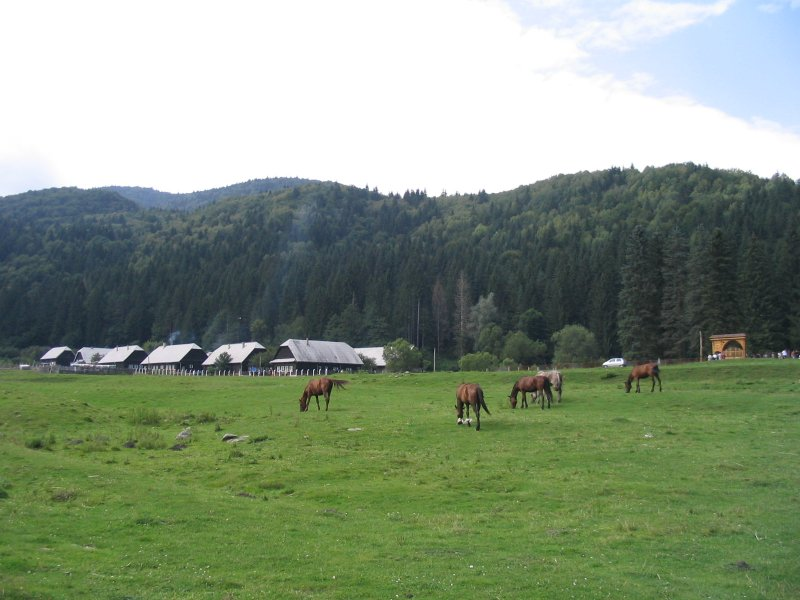
Localizare: în aval de fostele cazărmi ale armatei ungare (2005)
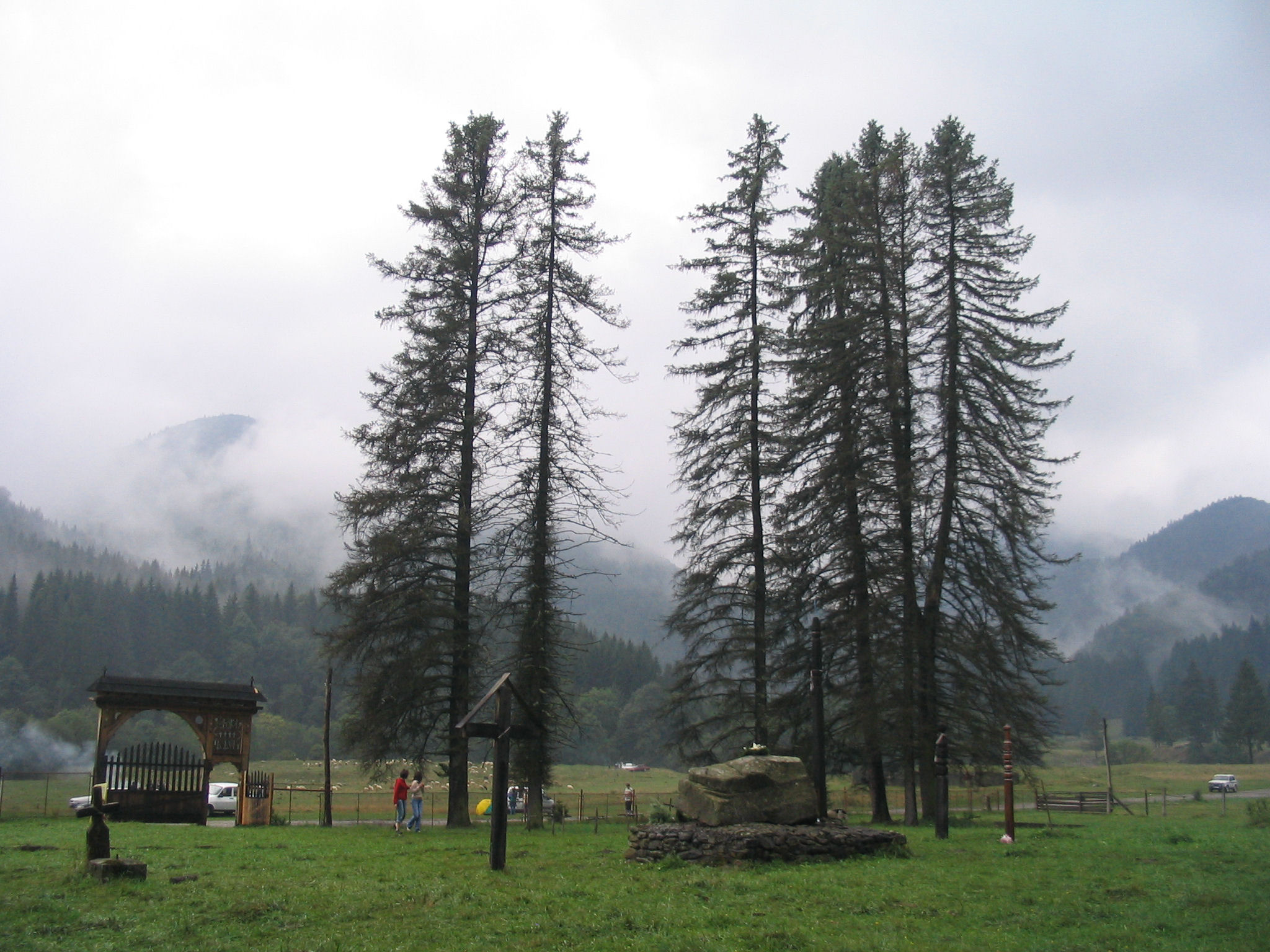
Imagine din interior (2007)
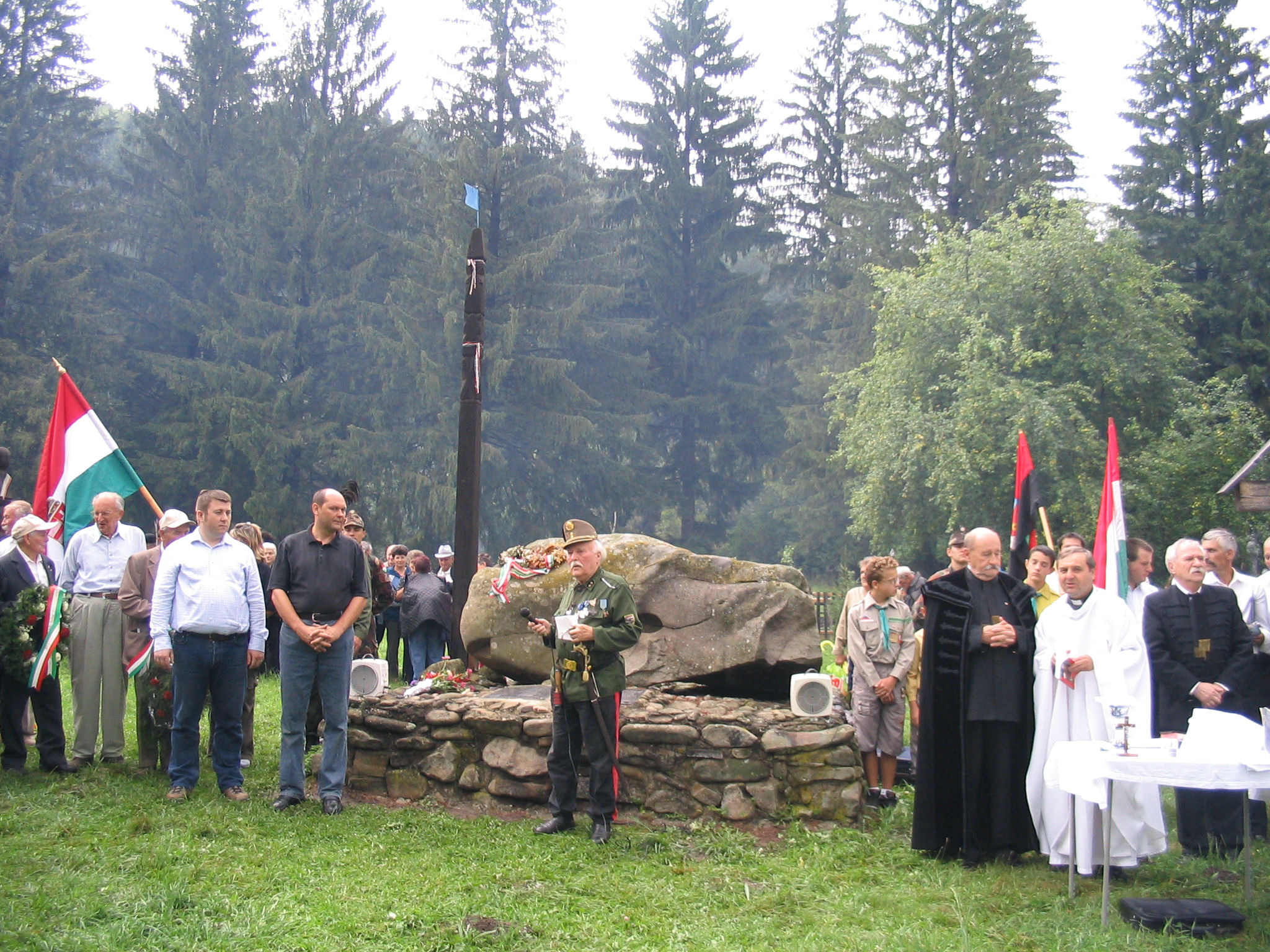
Imagine de la o comemorare (2007)
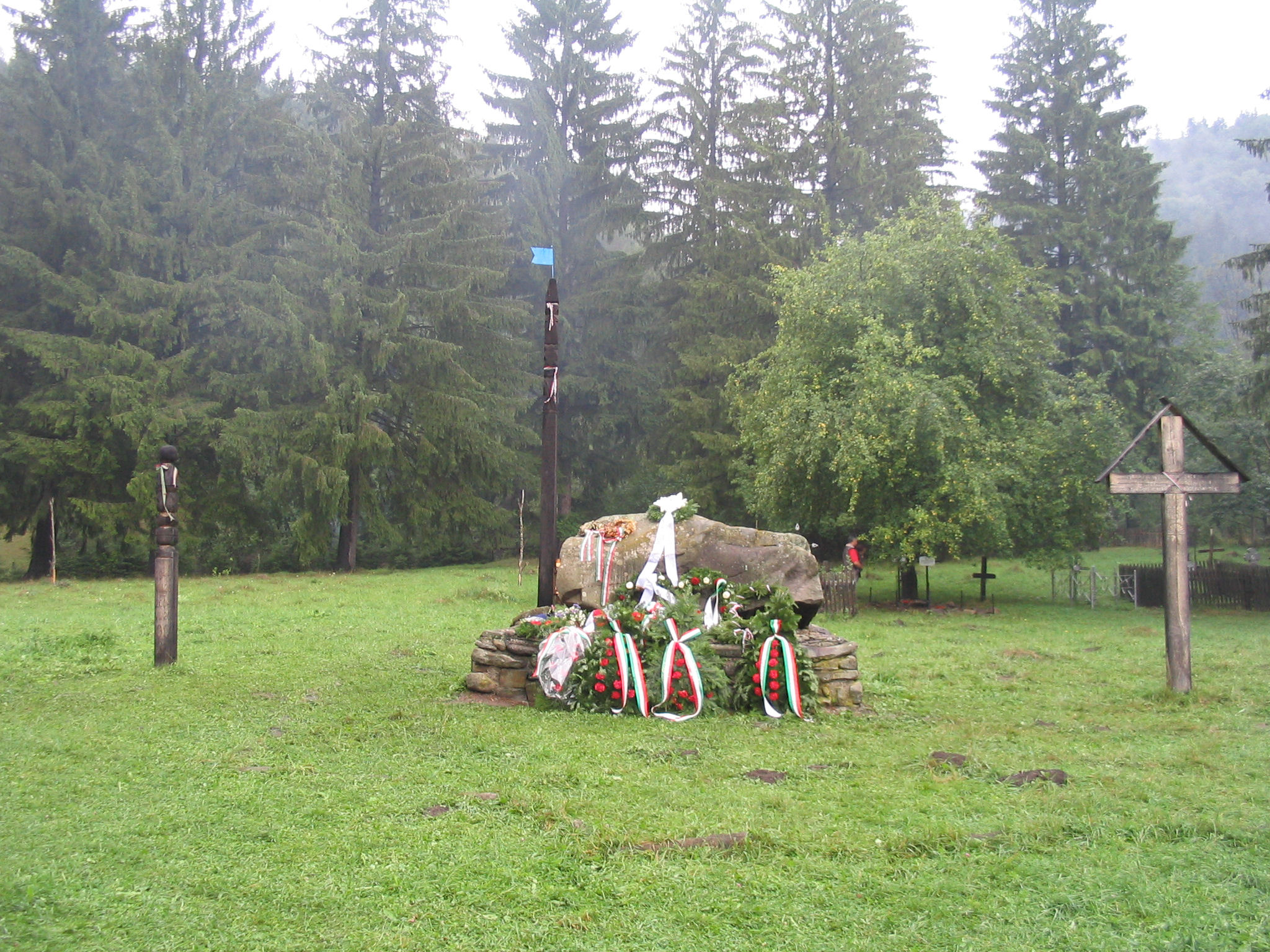
Monumentul dedicat eroilor maghiari căzuți în Al Doilea Război Mondial (2007)

Detalii din anul 2020
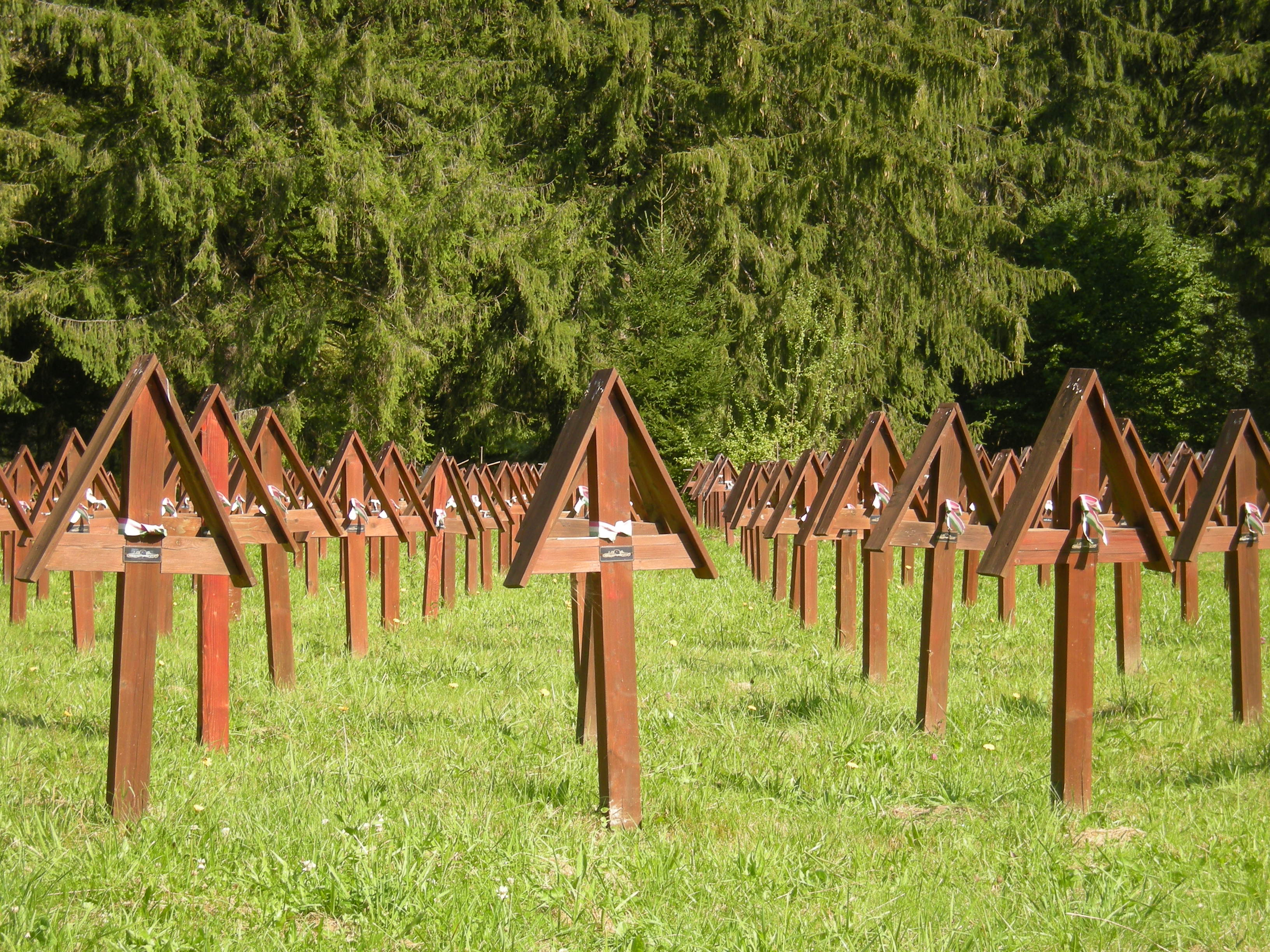
Monumente funerare
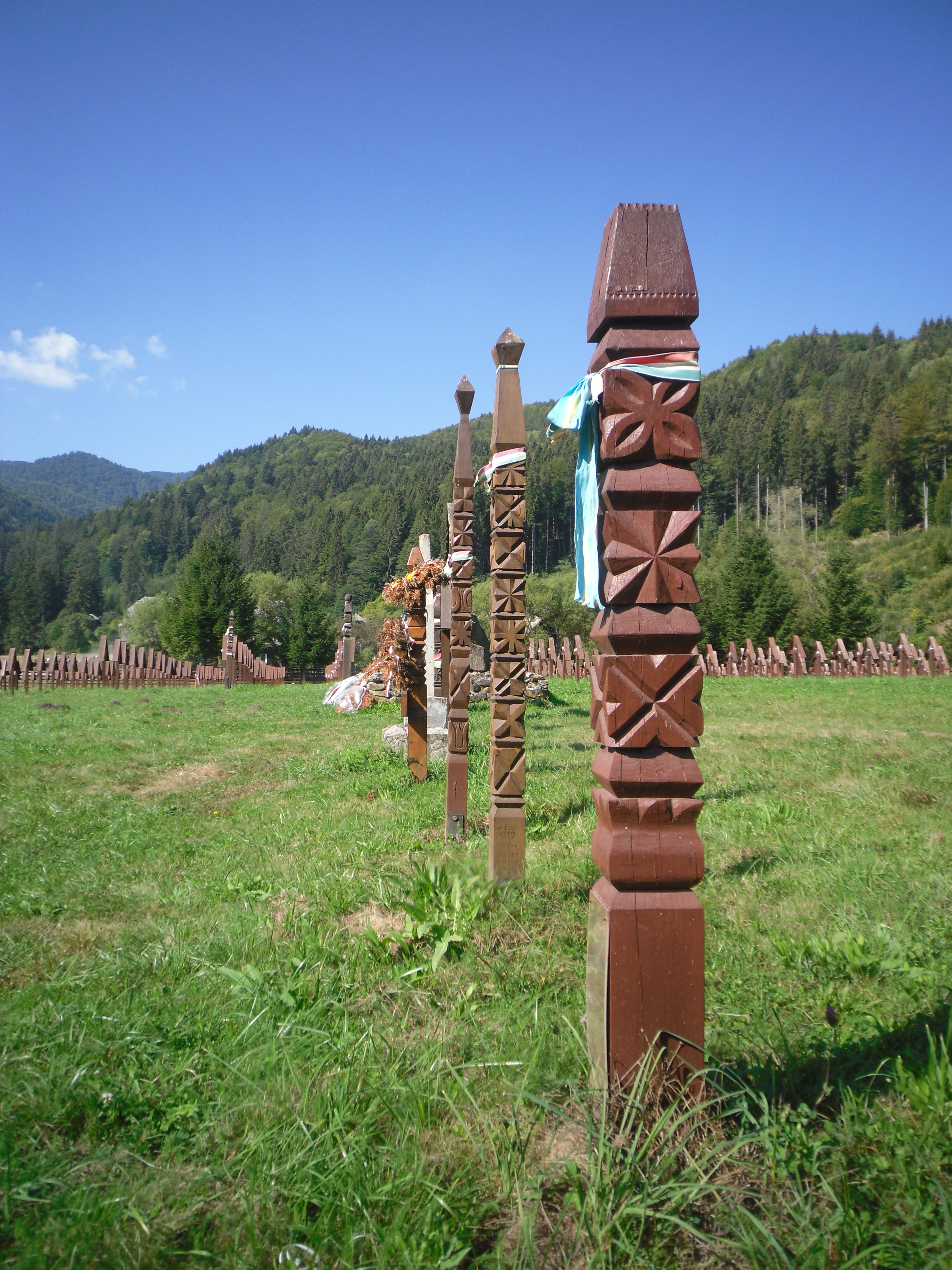
Stâlpi funerari (kopjafa)
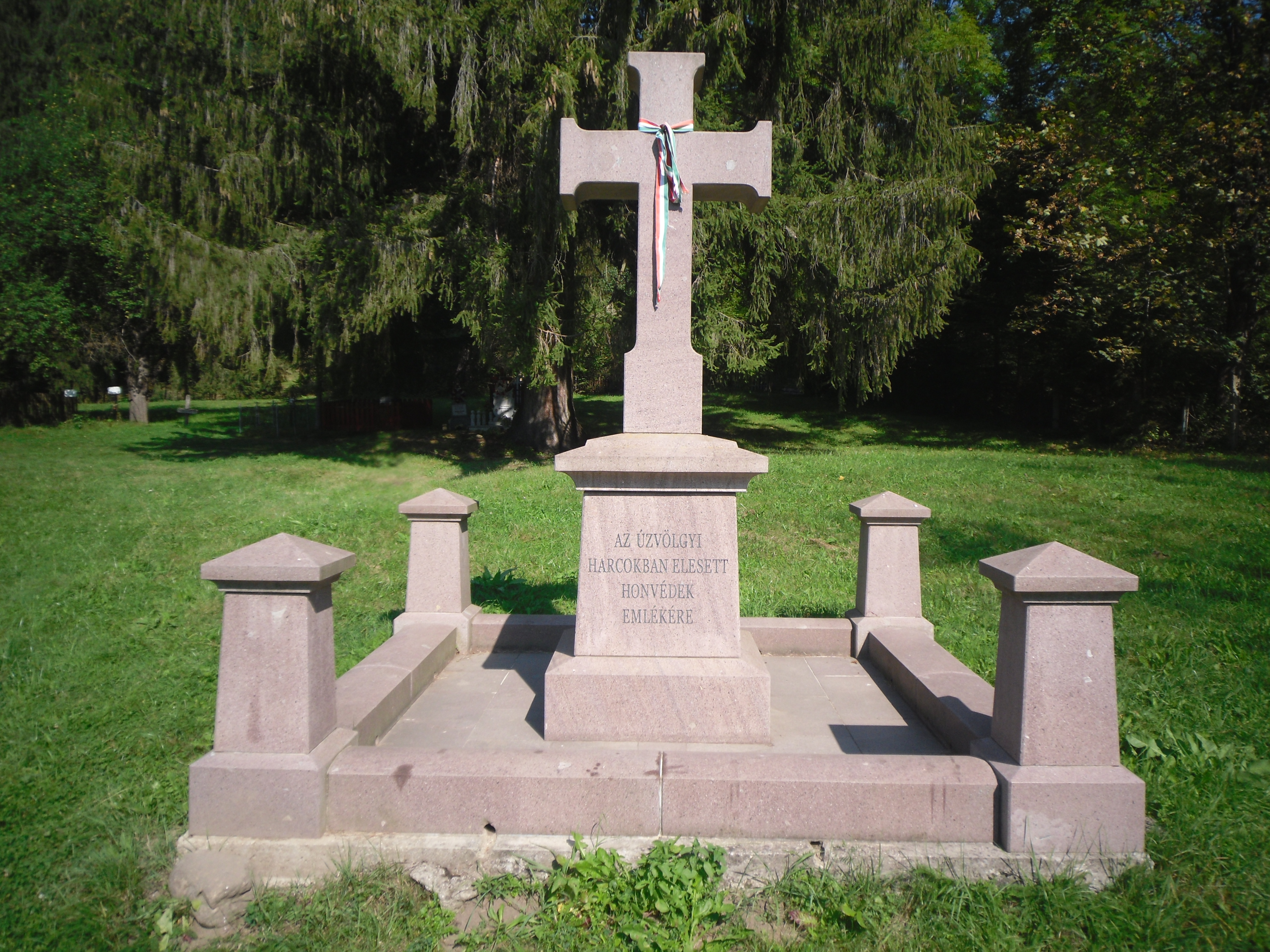
Monument refăcut dedicat Regimentul 9 Infanterie Honvezi.
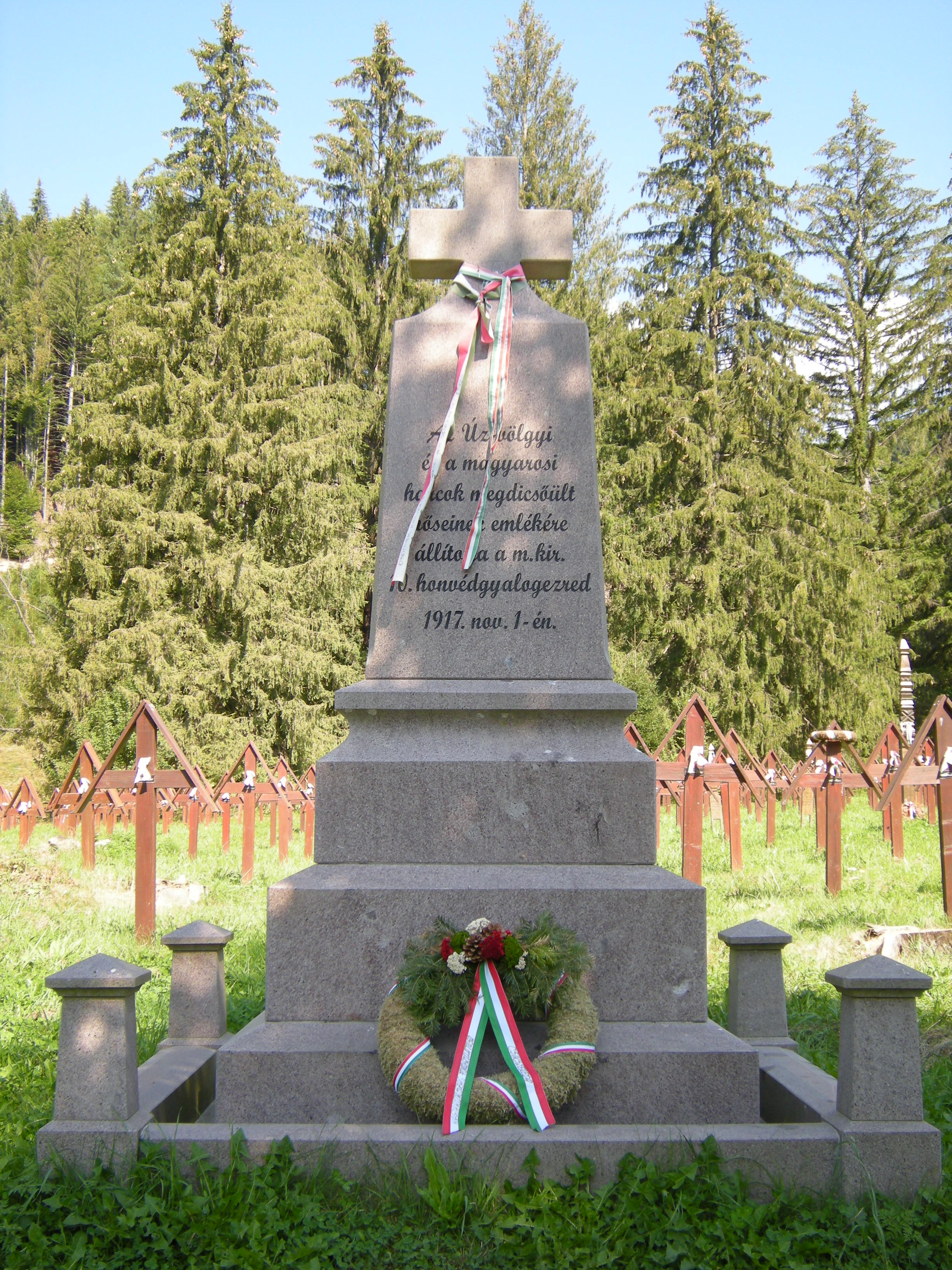
Monument refăcut dedicat Regimentului 10 Infanterie Honvezi din Miskolc
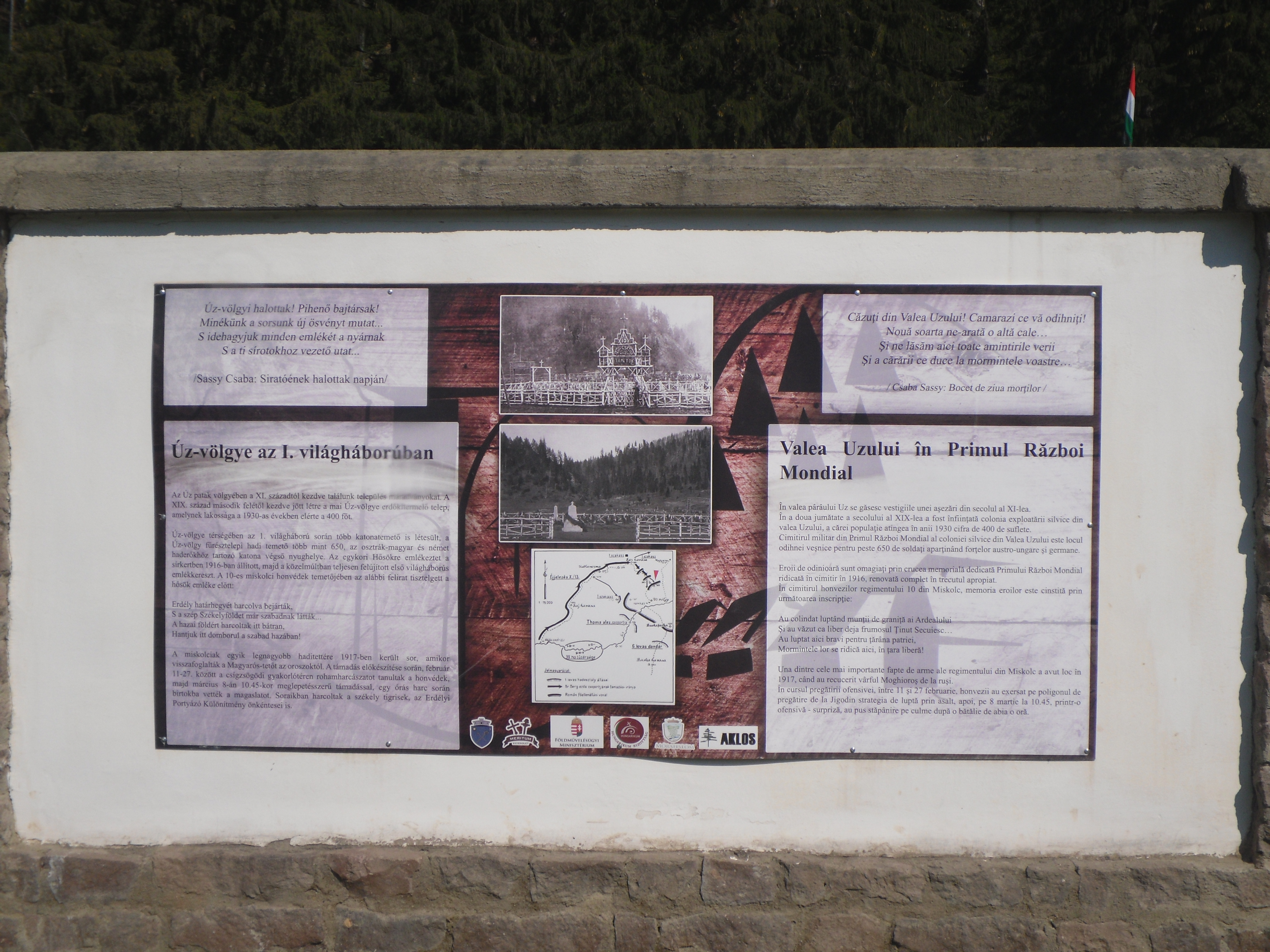
Una din plăcile de informare (acesta fiind în limbile maghiară și română)
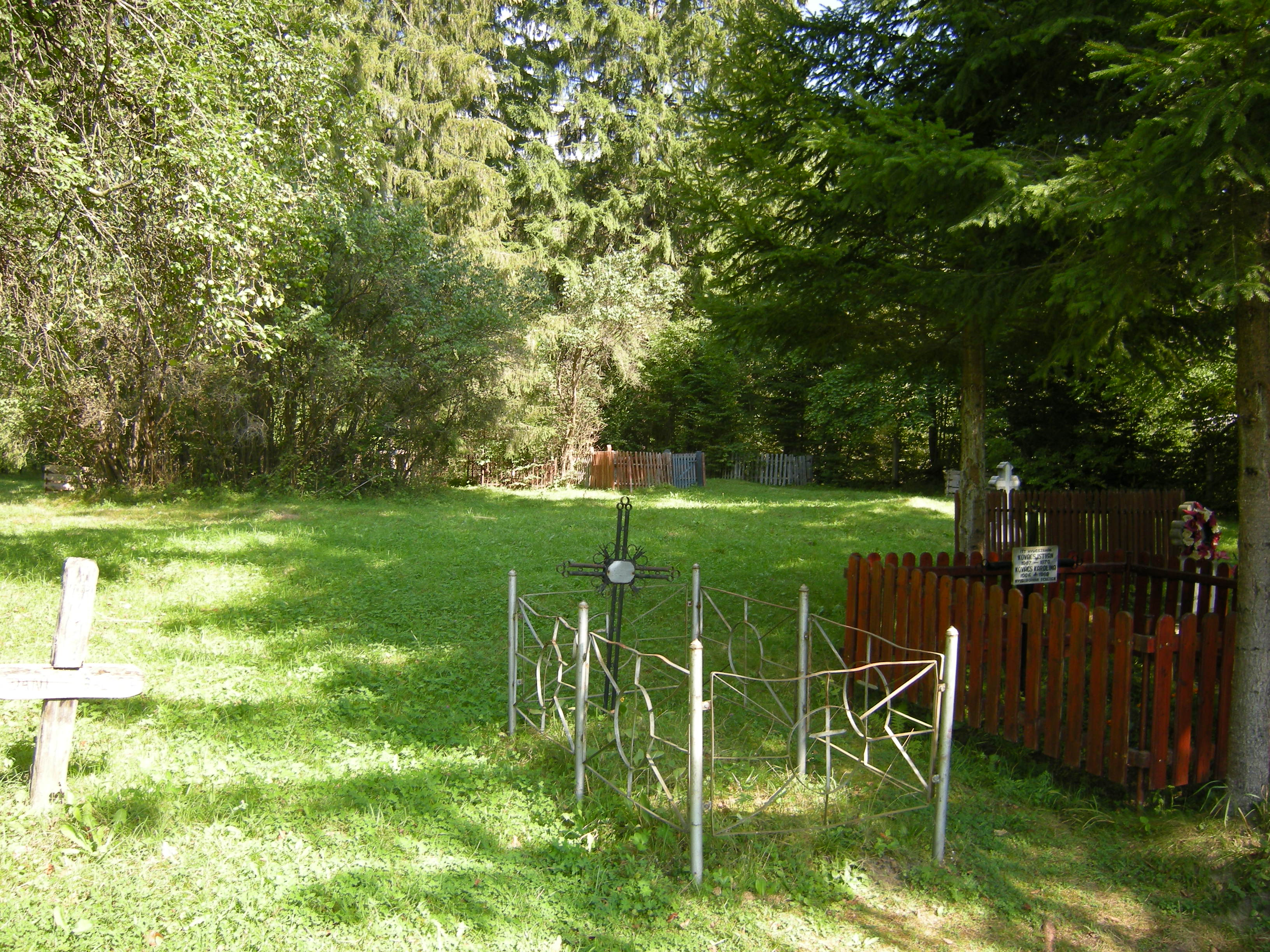
Cimitirul civil înființat în 1915
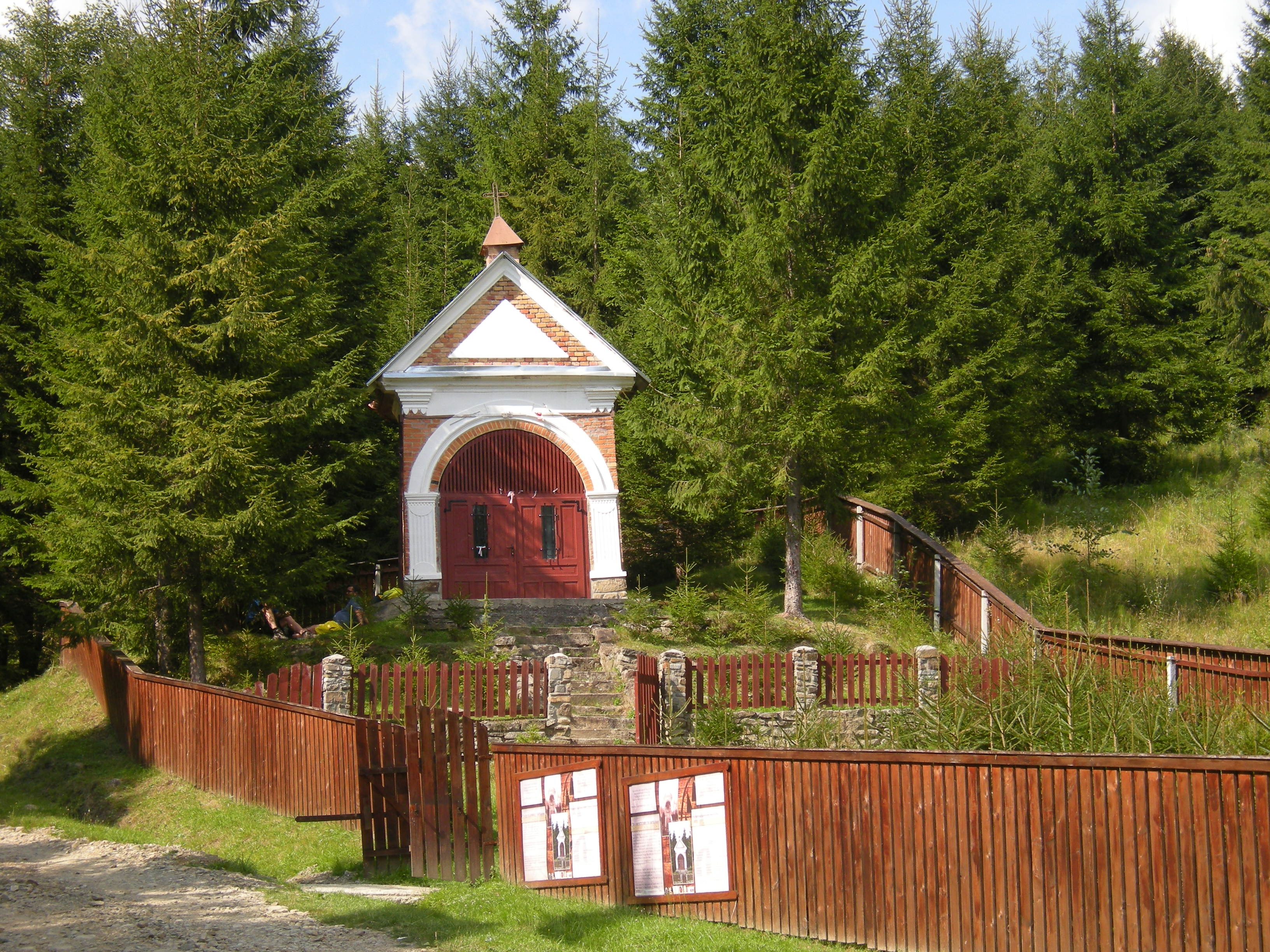
Capela militară cu hramul „Sfânta Elisabeta”